# Rivalidade entre Arsenal F.C. e Chelsea F.C.
A rivalidade entre Arsenal F.C. e Chelsea F.C. é um clássico do futebol inglês disputado entre o Arsenal e o Chelsea, dois dos maiores clubes de Londres. O clássico envolve duas equipes de diferentes regiões da cidade, com o Chelsea na região oeste próximo ao centro da cidade, enquanto o Arsenal se localiza na região norte. A rivalidade entre as equipes aumentou devido ao crescimento do Chelsea nos anos 90 e após serem comprados por Roman Abramovich em 2003. Os dois clubes já disputaram finais nacionais e internacionais entre si.

## Plano de fundo
Embora nunca tenham se considerado rivais primários, como dois dos maiores e mais bem-sucedidos clubes de Londres, sempre houve uma forte rixa entre os fãs que datam na década de 1930. Frequentemente, as partidas entre eles atraíam um grande público.
A rivalidade entre Arsenal e Chelsea foi considerada mais recentemente um derby importante, após a ascensão do Chelsea à primeira classe da Premier League na década de 2000, quando os dois começaram a competir constantemente pelo título da Premier League.
De acordo com uma pesquisa feita na Internet com torcedores em dezembro de 2003, os torcedores do Arsenal que responderam à pesquisa disseram que consideravam o Chelsea seu terceiro rival, depois do Manchester United e do Tottenham Hotspur.
Os torcedores do Chelsea que responderam ao inquérito disseram que consideram o Arsenal o seu principal rival, mas Tottenham Hotspur e Fulham são os seus rivais mais tradicionais.
Em uma pesquisa de 2008 feita pelo Football Fans Census, os torcedores do Arsenal apontaram o Chelsea como o clube de que eles mais não gostavam, à frente de seu tradicional rival Tottenham. Os adeptos do Chelsea apontaram o Arsenal como o segundo clube mais rejeitado, atrás do Liverpool. Um artigo do Bleacher Report de 2014 classifica o Arsenal como o segundo rival mais odiado do Chelsea.

## História
O primeiro encontro da liga entre as duas equipes ocorreu em 9 de novembro de 1907 em Stamford Bridge. Este foi o primeiro jogo da Football League First Division disputado entre dois clubes de Londres e atraiu uma multidão de 65.000 pessoas. Uma partida entre os clubes em Stamford Bridge em 1935 atraiu uma multidão de 82.905, o segundo maior comparecimento registrado para uma partida da Liga Inglesa. Eles se enfrentaram em duas semifinais da FA Cup na década de 1950, com o Arsenal vencendo as duas vezes. Na década de 1960, o Chelsea dominou o confronto entre as equipes com 14 vitórias, dois empates e apenas duas derrotas durante a década.
As duas equipes se enfrentaram nas quartas-de-final da Liga dos Campeões da UEFA de 2003–04, com o Chelsea vencendo por 3 a 2 no total para chegar às semifinais.

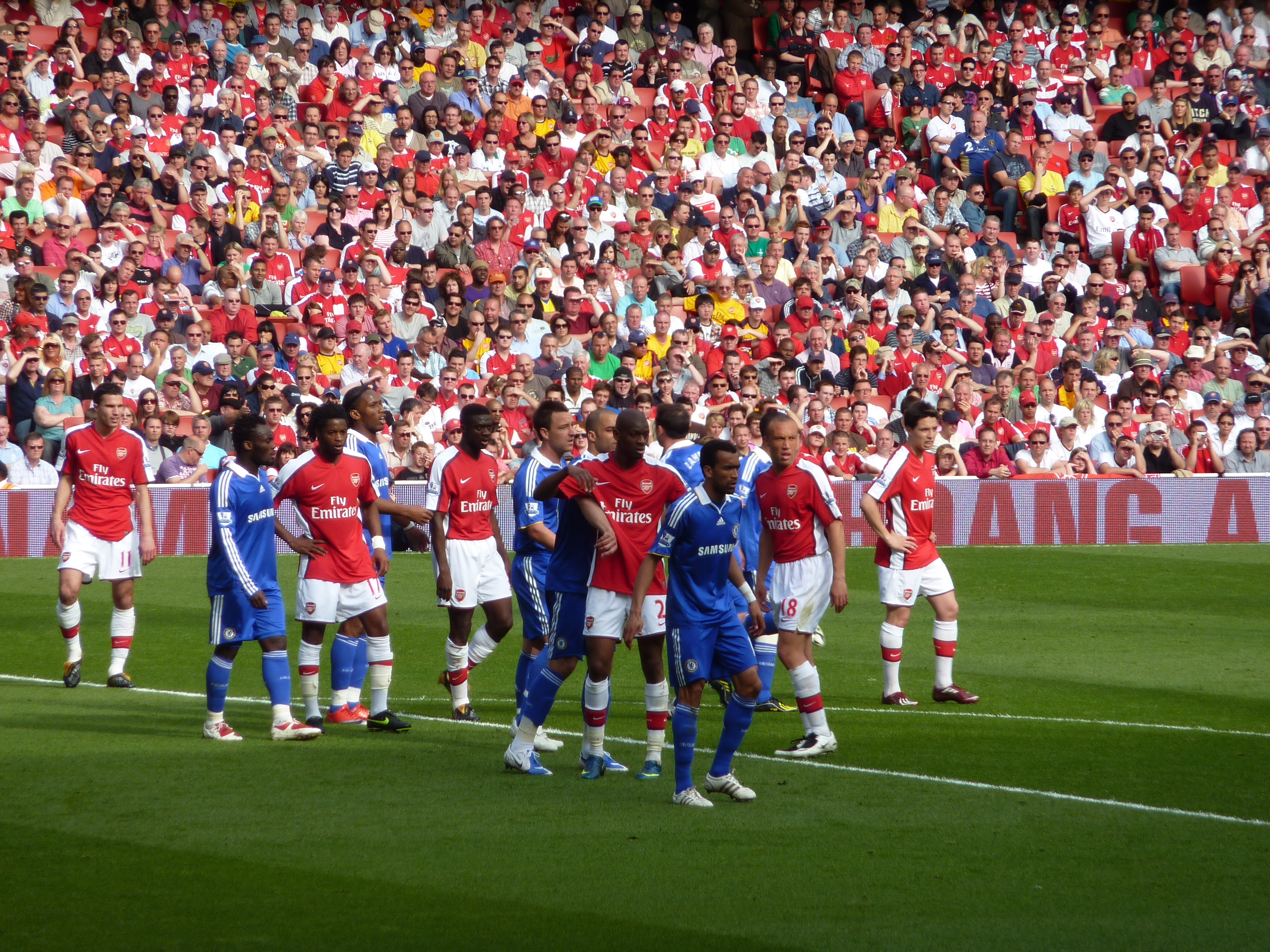
O North West London Derby sendo disputado no Emirates Stadium, em 2009.

Em 2006, a transferência de Ashley Cole do Arsenal para o Chelsea alimentou ainda mais a rivalidade, já que Cole foi pego se encontrando com dirigentes do Chelsea meses antes.
A final da Copa da Liga Inglesa de 2007 foi um dos incidentes mais notados. O jogo foi marcado por um tumulto envolvendo Frank Lampard, Cesc Fàbregas e outros que resultaram em cartões amarelos para os dois e três outros jogadores expulsos, a expulsão de Emmanuel Adebayor e incidentes de torcedores do Chelsea jogando aipo contra jogadores do Arsenal. Isso levou a mídia a apelidar de "Snarling Cup final". A partida terminou com uma vitória por 2–1 para o Chelsea.
Em 27 de dezembro de 2010, o Chelsea chegou ao Emirates Stadium depois de vencer o Arsenal cinco vezes consecutivas por uma diferença de gols de 13–2, apenas para o Arsenal vencer a partida por 3–1.
Em 29 de outubro de 2011, o Arsenal venceu por 5–3 em Stamford Bridge depois de estar atrás duas vezes, com Robin van Persie marcando dois gols no final e completando seu hat-trick. É amplamente considerado como um dos melhores e mais memoráveis jogos entre as duas equipes.
Em 22 de março de 2014, no milésimo jogo de Arsène Wenger no comando, o Chelsea venceu por 6-0. Isso marcou o maior número de gols que o Chelsea havia marcado contra o Arsenal, a maior margem de vitória do Chelsea contra o Arsenal e a maior derrota sofrida por Wenger no Arsenal. Incidentes notáveis na partida incluíram o Chelsea pulando para uma vantagem de três gols em 15 minutos, Kieran Gibbs foi expulso por engano pelo árbitro Andre Marriner por ter desviado a bola em direção ao gol, sendo cometido por seu companheiro de equipe Alex Oxlade-Chamberlain.

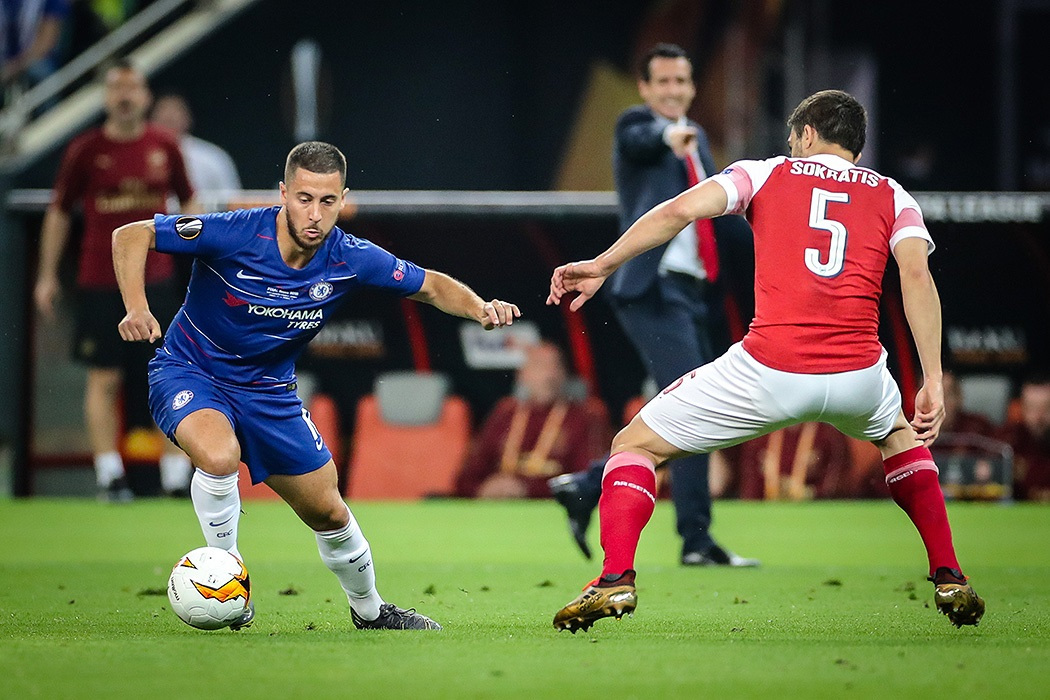
O Chelsea e o Arsenal disputaram a Final da Liga Europa da UEFA de 2018–19, no Estádio Olímpico de Bacu, o Chelsea venceu o jogo por 4-1, conquistando pela segunda vez a Europa League.

Em 5 de outubro de 2014, o Chelsea venceu o Arsenal por 2 a 0, o técnico do Arsenal Wenger não havia vencido José Mourinho em doze jogos. Neste jogo, o ex-capitão do Arsenal, Cesc Fàbregas, jogou pela primeira vez contra sua ex-equipe pelo Chelsea, dando uma assistência ao gol de Diego Costa. A partida, porém, é mais notável por uma briga de lateral que ocorreu entre os dirigentes da área técnica durante a partida acirrada. Em 2 de agosto de 2015, Wenger finalmente registrou sua primeira vitória contra Mourinho, derrotando o Chelsea por 1–0 no FA Community Shield de 2015.
Em 24 de setembro de 2016, o Arsenal venceu o Chelsea por 3-0 no Emirates Stadium. Foi a primeira vez que o Arsenal marcou contra o Chelsea na liga desde 2013 e a primeira vitória do Arsenal sobre os Blues desde 2011 na Premier League. Os três gols foram marcados no primeiro tempo por Alexis Sánchez, Theo Walcott e Mesut Özil. Foi a maior vitória do Arsenal sobre o Chelsea desde 1997.
As duas equipes se enfrentaram na final da FA Cup de 2016-17, onde o Arsenal conquistou seu 13º troféu recorde da FA Cup ao derrotar o Chelsea por 2–1. Arsenal repetiu o feito no Community Shield de 2017, vencendo por 4–1 nos pênaltis após a partida terminar em 1–1. Em 29 de maio de 2019, as duas equipes se encontraram em sua primeira final europeia, na final da Liga Europa da UEFA de 2018–19, onde o Chelsea derrotou o Arsenal por 4–1 para conquistar seu segundo título na competição. O jogo também foi a última partida da carreira de Petr Čech, que jogou pelas duas equipes entre 2004 e 2019. Na temporada seguinte, Arsenal e Chelsea disputaram outra final da FA Cup, que terminou com uma vitória por 2–1 para o Arsenal com dois gols de Pierre-Emerick Aubameyang, garantindo seu 14º título.
Na Premier League de 2020–21, o Arsenal completou sua primeira "dobradinha" na Premier League sobre o Chelsea desde 2003-04, depois de vencer os dois jogos da temporada.

## Títulos
- Atualizado até 13 de julho de 2025[28][29][30][31]

| Competições internacionais      | Arsenal | Chelsea |
| ------------------------------- | ------- | ------- |
| Mundial de Clubes da FIFA       | 0       | 1       |
| Copa do Mundo de Clubes da FIFA | 0       | 1       |
| Liga dos Campeões da UEFA       | 0       | 2       |
| Liga Europa da UEFA             | 0       | 2       |
| Liga Conferência da UEFA        | 0       | 1       |
| Recopa Europeia da UEFA         | 1       | 2       |
| Supercopa da UEFA               | 0       | 2       |
| Competições nacionais           | Arsenal | Chelsea |
| Campeonato Inglês               | 13      | 6       |
| Copa da Inglaterra              | 14      | 8       |
| Copa da Liga Inglesa            | 2       | 5       |
| Copa de Membros Ingleses        | 0       | 2       |
| Supercopa da Inglaterra         | 16      | 4       |
| Total                           | 46      | 36      |
| Outros torneios                 | Arsenal | Chelsea |
| Taça das Cidades com Feiras     | 1       | 0       |
| Total                           | 47      | 36      |

## Maiores públicos
| #  | Time 1  | Resultado | Time 2            | Data                    | Estádio            | Mando de campo               | Público |
| -- | ------- | --------- | ----------------- | ----------------------- | ------------------ | ---------------------------- | ------- |
| 1  | Arsenal | 2-1       | Chelsea           | 27 de maio de 2017      | Estádio de Wembley | Neutro                       | 89.472  |
| 2  | Arsenal | 1-2       | Chelsea           | 18 de abril de 2009     | Estádio de Wembley | Neutro                       | 88,103  |
| 3  | Arsenal | 1-0       | Chelsea           | 2 de agosto de 2015     | Estádio de Wembley | Neutro                       | 85.437  |
| 4  | Arsenal | 1-1       | Chelsea           | 6 de agosto de 2017     | Estádio de Wembley | Neutro                       | 83.325  |
| 5  | Chelsea | 1-1       | Arsenal           | 12 de outubro de 1935   | Stamford Bridge    | Chelsea                      | 82.905  |
| 6  | Arsenal | 2-0       | Chelsea           | 4 de maio de 2002       | Millennium Stadium | Neutro                       | 73.963  |
| 7  | Arsenal | 1-2       | Chelsea           | 25 de fevereiro de 2007 | Millennium Stadium | Neutro                       | 70.073  |
| 8  | Arsenal | 1-1       | Chelsea           | 5 de abril de 1952      | White Hart Lane    | Estádio do Tottenham Hotspur | 68.084  |
| 9  | Chelsea | 2-1       | Wooldwich Arsenal | 9 de novembro de 1907   | Stamford Bridge    | Chelsea                      | 65.000  |
| 10 | Arsenal | 2-1       | Chelsea           | 20 de março de 1973     | Arsenal Stadium    | Arsenal                      | 62.746  |